# Mulur
Mulur là một thị trấn thống kê (census town) của quận Dakshina Kannada thuộc bang Karnataka, Ấn Độ.

## Nhân khẩu
Theo điều tra dân số năm 2001 của Ấn Độ, Mulur có dân số 5057 người. Phái nam chiếm 46% tổng số dân và phái nữ chiếm 54%. Mulur có tỷ lệ 76% biết đọc biết viết, cao hơn tỷ lệ trung bình toàn quốc là 59,5%: tỷ lệ cho phái nam là 79%, và tỷ lệ cho phái nữ là 73%. Tại Mulur, 10% dân số nhỏ hơn 6 tuổi.